# باتنتة
باتنتة قرية سورية تتبع ناحية معرة مصرين في منطقة مركز إدلب في محافظة إدلب. بلغ عدد سكانها 1341 نسمة في عام 2004 حسب إحصاء المكتب المركزي للإحصاء. تقع في منطقة هضبية يغلب عليها الطابع الصخري، جنوب شرق وادي مكرحة، على بعد 8 كم شمال مدينة إدلب. أعمرها بدو المنطقة في القرن التاسع عشر، بيوتها القديمة من الحجر والطين. وقد توسعت القرية نحو الشرق على طرفي الطريق المزفتة ببيوت أسمنتية حديثة. يعمل السكان في تربية الأغنام وزراعة الحبوب والتبغ والكروم بعلاً (211هـ) في مساحات محدودة بين التلال الهضابية. تشرب من مياه الأمطار المتجمعة في الصهاريج. ترتبط بمعرة مصرين بطريق مزفتة طولها 5كم.